# Gaio Avidio Eliodoro
Gaio Avidio Eliodoro (in latino Gaius Avidius Heliodorus; Cirro, 100 – ...) è stato un politico e oratore romano.

## Biografia
Nato nell'antica città di Cirro da una famiglia di origine greca, Gaio Avidio Eliodoro fu nominato da Adriano ab epistulis, cioè segretario di stato dell'imperatore romano. Successivamente, nel 137, fu nominato  prefetto d'Egitto, carica che mantenne fino al 142. Tuttavia, secondo una lettera riportata nell'Historia Augusta e inviata a Eliodoro dall'imperatore stesso, Adriano accuso il prefetto di peculato, minacciandolo che lo avrebbe esonerato dall'incarico. L'imperatore morì tuttavia prima di poter destituire Eliodoro, il quale mantenne infatti la carica di prefetto durante il regno di Antonino Pio.
In questi, Gaio Avidio Eliodoro prese in moglie Giulia Cassia Alessandra, figlia di Gaio Giulio Alessandro Bereniciano, un nobile ebreo appartenente alla dinastia erodiana, e Cassia Lepida, diretta discendente  di Gaio Cassio Longino, politico tra i promotori della congiura che causò l'uccisione di Gaio Giulio Cesare nel 44 a.C. La coppia ebbe due figli: Avidia Laodicea e Gaio Avidio Cassio, usurpatore sotto Marco Aurelio.